# Эштон, Генри, 4-й барон Эштон Хайдский
Томас Генри Эштон, 4-й барон Эштон из Хайда (англ. Thomas Henry Ashton, 4th Baron Ashton of Hyde; родился 18 июля 1958 года) — британский пэр и политик, служил министром в правительстве Его Величества с 2014 года и по профессии является страховым брокером. Он унаследовал титул пэра своей семьи 2 августа 2008 года.

## Ранняя жизнь и карьера
Родился 18 июля 1958 года. Старший сын Томаса Эштона, 3-го барона Эштона из Хайда (1926—2008), и Паулины Тревлав Брэкенбери, дочери подполковника Роберта Генри Ленгтона Брэкенбери.
Генри Эштон учился в Итонском колледже, а затем поступил в Тринити-колледж в Оксфорде. Он был зачислен в Королевский гусарский полк, позже стал лейтенантом Королевского йоменского полка Уэссекса. Эштон работал страховым брокером и с 2005 по 2013 год занимал должность главного исполнительного директора в принадлежащих Berkshire Hathaway фирмах Ллойда Faraday Underwriting Ltd и Faraday Reinsurance Co. Ltd. С 2010 по 2013 год лорд Эштон был членом Совета Ллойда.
Избранный представительным наследственным пэром в июле 2011 года, Генри Эштон заседает в Палате лордов как консерватор. В ходе перестановок в правительстве в июле 2014 года премьер-министр Дэвид Кэмерон назначил его будущим лордом и кнутом в лордах, действуя до парламентских выборов 2017 года. В июле 2016 года премьер-министр Тереза Мэй назначила его парламентским заместителем министра культуры, СМИ и спорта.
В марте 2019 года лорд Эштон получил международную огласку и признание за то, что дал правильное и умное определение лорда Геддеса на вопрос последнего о значении термина «алгоритм». Лорд Эштон дал такое определение: «Алгоритм — это набор правил, точно определяющих последовательность операций». Было сказано, что это определение «соперничает со словарными статьями по ясности и краткости, заключенными в историческую аллюзию, которую, как он знал, поймет его собеседник с классическим образованием».
В июле 2019 года новый премьер-министр Борис Джонсон назначил лорда Эштона из Хайда главным кнутом в Палате лордов . В следующем месяце он был назначен в Тайный совет.

## Семья
В 1987 году Генри Эштон женился на Эмме Луизе Аллинсон, дочери Колина Аллинсона и Элисон Палмер (урожденной Бартоломью); у них четыре дочери:
- Достопочтенная Гарриет Эмили Эштон (родилась 11 июля 1990 года)
- Достопочтенная Изабель Луиза Эштон (родилась 22 сентября 1992 года)
- Достопочтенная Флора Джульет Эштон (родилась 17 апреля 1995 года)
- Достопочтенная Матильда Гермиона Эштон (родилась 2 февраля 2000 года).

Поскольку у него нет сыновей, предполагаемым наследником семейного титула является его младший брат, достопочтенный Джек Эдвард Эштон (род. 1966).